# Cooka incisa
Cooka incisa är en tvåvingeart som beskrevs av Cook 1956. Cooka incisa ingår i släktet Cooka och familjen dyngmyggor. Inga underarter finns listade i Catalogue of Life.